# The Crew Motorfest
The Crew Motorfest è un videogioco di guida open world online sviluppato da Ivory Tower e pubblicato da Ubisoft per Microsoft Windows, Xbox One, Xbox Series X e Series S, PlayStation 4 e PlayStation 5 il 12 settembre 2023.
È il seguito di The Crew 2 uscito nel 2018.

## Modalità di gioco
Il gioco è ambientato sull'isola hawaiana di Oahu e il tema principale è un festival automobilistico che funge da hub centrale dove si svolgono tutte le attività giocabili.
Nel gioco sono guidabili auto, moto, veicoli acquatici e aerei, acquistabili attraverso la valuta disponibile in gioco.

## Sviluppo
Il gioco è stato presentato attraverso un teaser trailer il 31 gennaio 2022 sul canale YouTube di Ubisoft mentre un test chiuso su PC è iniziato il 1º febbraio successivo. Inizialmente il gioco era previsto come un DLC per The Crew 2 in sviluppo con il nome in codice Project Orlando. 
Il gioco è stato ufficialmente pubblicato in tutto il mondo il 12 settembre 2023 insieme a una prova gratuita disponibile per tutti dal 14 al 17 settembre dalla durata di 5 ore. 
Il lancio del gioco ha avuto un grande successo sia nelle vendite sia nel coinvolgimento che negli acquisti in-game.

## Accoglienza
Secondo l'aggregatore di recensioni Metacritic, The Crew Motorfest ha ricevuto recensioni generalmente favorevoli dalla critica. Il gioco è stato nominato come "Miglior gioco di sport/corse" ai Game Awards 2023.